# آلودگی ذرات پلاستیکی

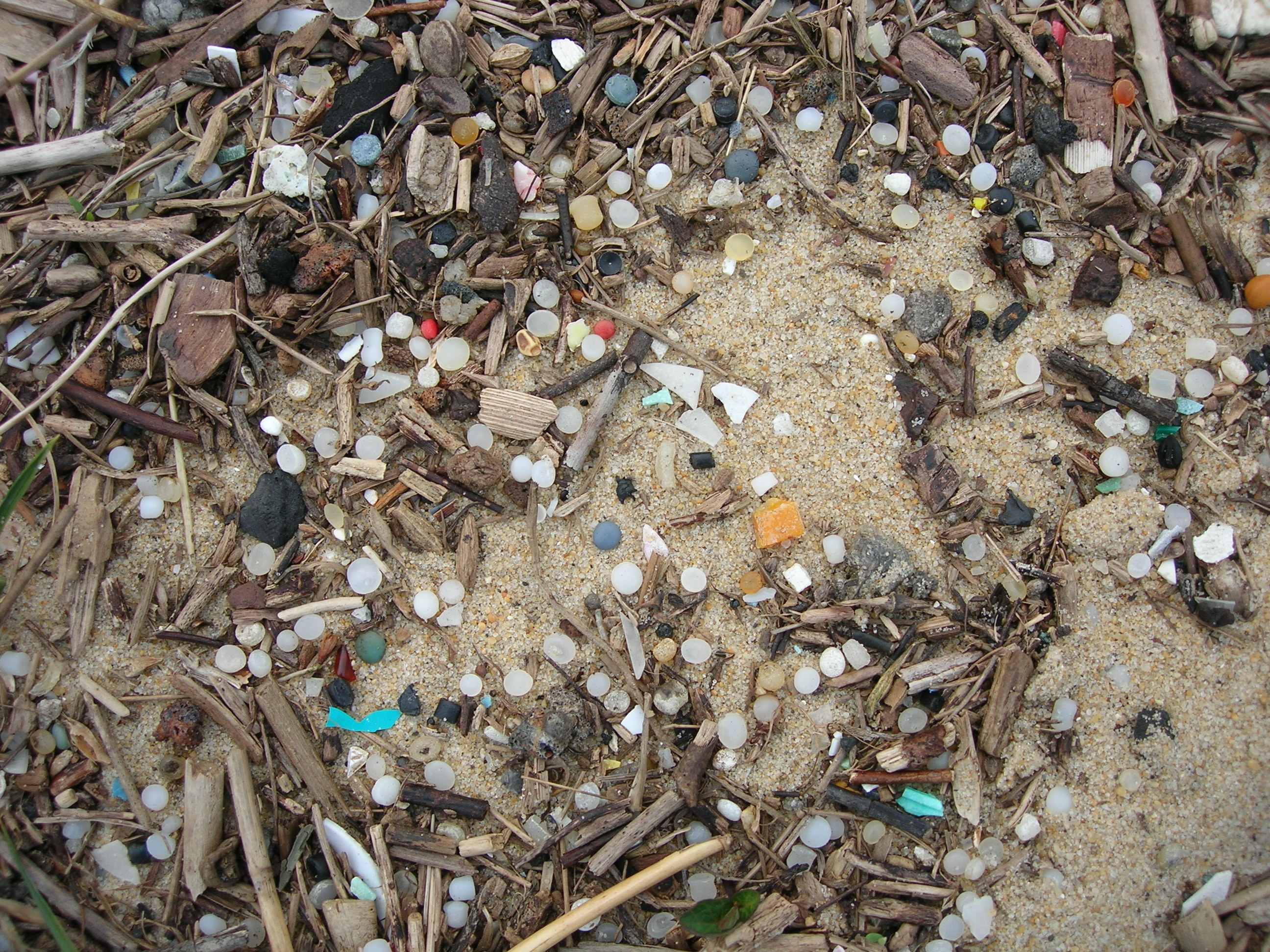
ذرات اولیه پلاستیکی یا «نوردل» در ساحلی در جنوب غربی فرانسه، ۲۰۱۱

آلودگی با گلوله‌ها یا ذرات اولیه پلاستیکی نوعی آلودگی دریایی با زباله دریایی است که از ذرات پلاستیکی منشأ می‌گیرد. این مواد به‌طور جهانی برای تولید پلاستیک‌های بزرگ استفاده می‌شود و ماده اولیه ساخت پلاستیک‌های بزرگ است. در زمینه آلودگی با پلاستیکی، این مواد اولیه تولید قطعات بزرگ‌تر معمولاً به عنوان «نوردل» شناخته می‌شوند. این میکروپلاستیک‌ها جدا از پلاستیک‌هایی که تولید کنندهٔ آن هستند، ایجاد می‌شوند. آنها به دو نوع ممکن است در محیط پخش شوند، از دست دادن گلوله‌ها می‌تواند در هر دو مرحله تولید آنها در انواع کارخانجات و در هنگام حمل و نقل رخ دهد. هنگامی این مواد که در محیط باز رها می‌شوند، آلودگی پایدار هم در اقیانوس‌ها و هم در سواحل ایجاد می‌کنند. تصور می‌شود که سالانه حدود ۲۳۰۰۰۰ تن از این پلاستیک‌هادر اقیانوس‌ها رسوب می‌کند، جایی که معمولاً توسط پرندگان دریایی، ماهی‌ها و سایر حیات‌وحش با غذا اشتباه گرفته می‌شود. همچنین به دلیل اندازه کوچکشان، پاکسازی آنها از سواحل و جاهای دیگر بسیار دشوار است.

## توضیحات
این مواد اولیه پلاستیکی، دومین منبع بزرگ تولید میکروپلاستیک در اقیانوس‌ها است. تقریباً ۲۷ میلیون تن (۶۰ میلیارد پوند) از آنها سالانه در ایالات متحده تولید می‌شود. یک پوند پلی اتیلن سنگین (HDPE) گلوله شده حاوی تقریباً ۲۵۰۰۰ عدد از این ذرات است (هر عدد تقریباً ۲۰ میلی‌گرم). قطر این ذرات معمولاً زیر ۵ میلیمتر (۰٫۲۰ اینچ) است. تصور می‌شود که در سراسر جهان، سالانه حدود ۲۳۰۰۰۰ تن از این مواد پلاستیکی در اقیانوس‌ها رسوب می‌کند.

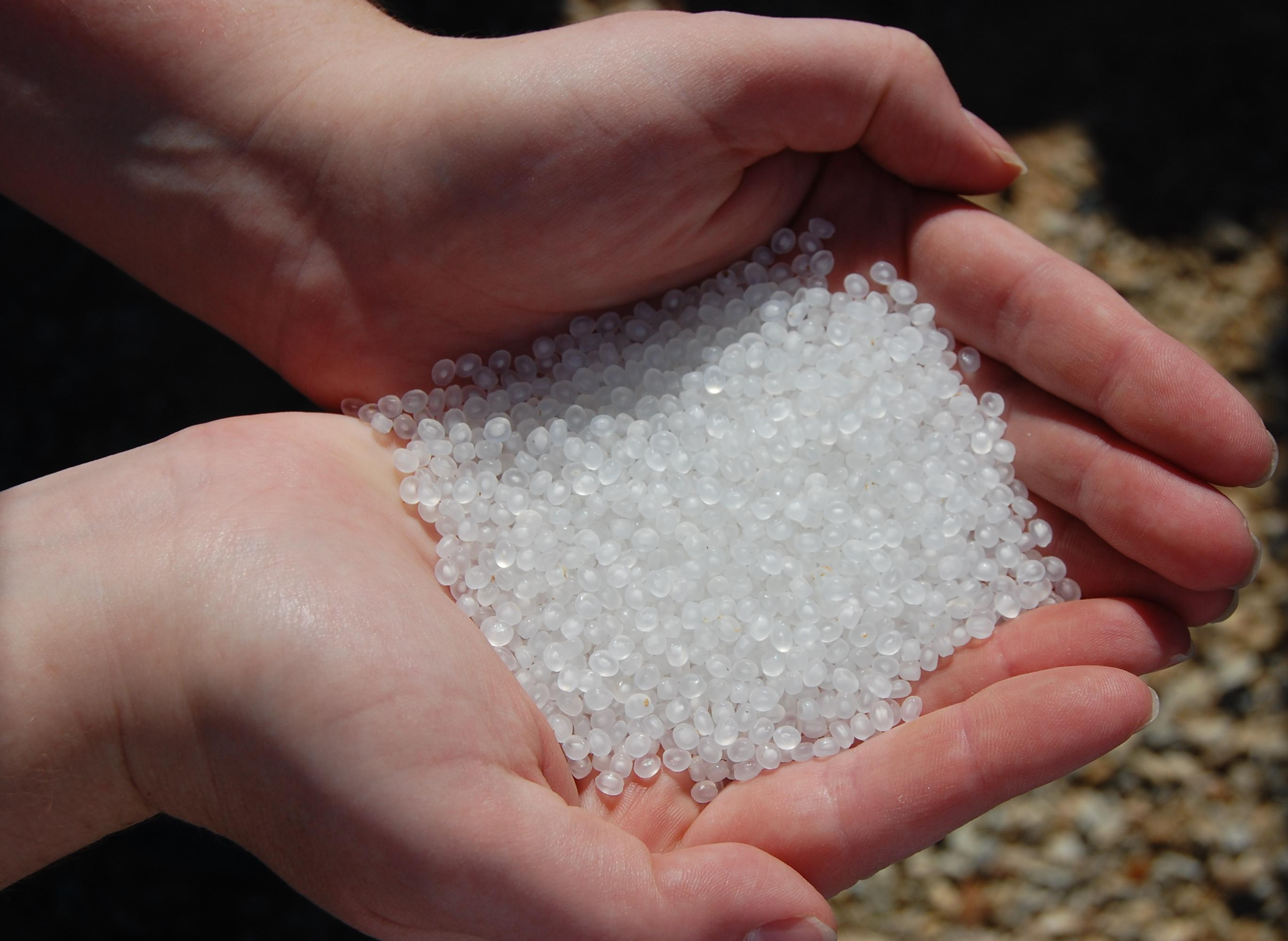
تعداد زیادی از نوردل‌ها در پینویل، لوئیزیانا، در ایالات متحده ریخته شده است.

این ذرات اولیهٔ تولید پلاستیک به عنوان میکروپلاستیک‌های اولیه طبقه‌بندی می‌شوند، به این معنی که به‌طور عمدی قطر آنها در اندازه‌های حدود ۱ تا ۵ میلی‌متر تولید شده است. در حالی که میکروپلاستیک‌های مرحلهٔ دوم از طریق تخریب نوری و هوازدگی قطعات بزرگتر پلاستیک مانند بطری‌های آب و تورهای ماهیگیری ایجاد می‌شوند که آنها هم از عوامل آلودگی دریایی هستند. میکروپلاستیک‌های اولیه بین ۱۵ تا ۳۱ درصد از میزان رو به افزایش آلودگی میکروپلاستیک‌های دریایی را تشکیل می‌دهند که به واسطهٔ رشد چشمگیر شرکت‌های تولید کنندهٔ پلاستیک این مقادیر افزایش پیدا کرده است. گلوله‌های پلاستیکی پیش‌تولید مانند میکرومهره‌ها، می‌توانند مستقیماً به عنوان نوعی از آلودگی میکروپلاستیک اولیه به‌طور مستقیم در محیط تولید و رها شوند. با تولید پلاستیک بیشتر، گلوله‌های پلاستیکی بیشتری در آبراه‌ها رسوب می‌کنند.
یک مطالعه روی یک کارخانه تولید پلی اتیلن در سوئد نشان داده است که سالانه بین ۳ تا ۳۶ میلیون گلوله پلاستیکی از محل‌های تولید وارد محیط زیست می‌شود. این ذرات در حین حمل و نقل و تولید می‌ریزند و به دلیل اقدامات احتیاطی و مقررات ناکافی، میلیون‌ها گلوله پلاستیکی به آبراهه‌های مجاور و در نهایت اقیانوس سرازیر می‌شوند که همین موارد باعث آلودگی محیطی می‌شوند.

## اثرات زیست‌محیطی
این ذرات سهم عمده ای در ایجاد زباله‌های دریایی را دارند. در طی یک مطالعه سه‌ماهه بر روی سواحل شهرستان اورنج، محققان دریافتند که در این سواحل رایج‌ترین آلاینده همین گلوله‌های پلاستیکی هستند. بر اساس یک مطالعه در سال ۲۰۱۹، نشان داده شده است که سواحل شرق لوتین، اسکاتلند که از این ذرات پلاستیکی بسیار فراوان وجود دارد، با زیست لایه‌های E. coli و Vibrio پوشیده شده‌اند.
نوردل‌های موجود در آب ممکن است مواد خام تولید پلاستیک یا از قطعات بزرگتر پلاستیک باشند. یکی از بیشترین مکان‌هایی که در اقیانوس مملو از پلاستیک است، زباله‌دان بزرگ اقیانوس آرام است، مجموعه ای در حال رشد از زباله‌های دریایی که به دلیل وجود مقدار زیادی زباله‌های پلاستیکی در آن شناخته شده است.
نوردل‌هایی که از فرایند تولید پلاستیک به آبراه‌ها یا اقیانوس‌ها فرار می‌کنند به منبع مهمی از آلودگی پلاستیکی اقیانوس‌ها و سواحل تبدیل شده‌اند. آلودگی گلوله‌های پلاستیکی که در مطالعات مورد بررسی قرار گرفته است، عمدتاً در رسوبات و مناطق ساحلی یافت می‌شود و معمولاً پلی اتیلن یا پلی پروپیلن است، دو پلیمر اصلی سازندهٔ پلاستیک که منجر به آلودگی از طریق میکروپلاستیک‌ها می‌شوند.
نوردل‌ها اغلب در دستگاه گوارش موجودات دریایی مختلف یافت می‌شوند که با شسته شدن نرم‌کننده‌هایی مانند فتالات‌ها باعث آسیب فیزیولوژیکی می‌شوند. نوردل‌ها می‌توانند دو نوع ریزآلاینده را در محیط دریایی حمل کند: افزودنی‌های پلاستیکی محلی و آلاینده‌های آبگریز جذب شده از آب دریا. به عنوان مثال، غلظت پلی کلر بی فنیل و دی کلرو دی فنیل دی کلرو اتیلن بر روی نوردل‌های جمع‌آوری‌شده از آب‌های ساحلی ژاپن تا ۱میلیون برابر بیشتر از این مقدار در آب دریا در حالت عادی بوده است.
ریزدانه‌های پلاستیکی مورد استفاده در محصولات لایه بردار آرایشی نیز در آب یافت می‌شوند.

## حوادث

### ۲۰۱۲
پاکسازی ساحلی خلیج سانفرانسیسکو از نشت چند گانه نوردل‌ها
در هنگ کنگ، پس از انفجاری که با توسط طوفان ویسنته در ۲۴ ژوئیه ۲۰۱۲ رخ داد، برخی از کانتینرهای متعلق به غول نفتی چینی ساینوپک که بیش از ۱۵۰ تن گلوله‌های پلاستیکی را حمل می‌کرد به دریا منفجر شد و در سواحل جنوبی هنگ کنگ مانند شک-او، چونگ چاو، ما وان و جزیره لاما سرازیر شد. اگرچه طبق گفته ساینوپک، نوردل‌ها به خودی خود سمی یا خطرناک نیستند، این نشت زندگی جانوران دریایی را مختل کرد و به خاطر نابود کردن ذخایر ماهی در محل‌های نگه‌داری آنها شناخته شد.

### ۲۰۱۷
نشت حدود دو میلیارد نوردل (۴۹ تن) از یک کانتینر حمل و نقل در بندر دوربان به تلاش‌های پاکسازی طولانی نیاز داشت. این ذرات همچنین در حال شستشو شدن در سواحل در غرب استرالیا دیده شده‌اند.
«شکار بزرگ نوردل» که از ۲ تا ۵ ژوئن ۲۰۱۷ در سراسر بریتانیا رخ داد توجه را به موضوع آلودگی گلوله‌های پلاستیکی جلب کرد. برنامه‌ای که توسط فیدرا، یک مؤسسه خیریه زیست‌محیطی اسکاتلندی آغاز شد، اطلاعاتی در مورد کودکان در سراسر منطقه با استفاده از عکس‌های به اشتراک گذاشته شده برای درک بهتر آرایش آلودگی در سراسر سواحل بریتانیا به دست آورد. شکار نوردل که در اوایل سال ۲۰۱۷ انجام شد مشخص کرد که ۷۳ درصد از سواحل بریتانیا دارای آلودگی نوردل هستند.

### ۲۰۱۸
تصادف یک کامیون منجر به رها شدن نوردهای آبی روشن در رود پوکونو و آبراهه‌های دره لی‌های واقع در پنسیلوانیا شد.

### ۲۰۲۰
در ۲۳ فوریه ۲۰۲۰، کشتی Trans Carrier که از روتردام (هلند) به سمت استاوانگر (نروژ) در حرکت بود، در سواحل دانمارک با شرایط آب و هوایی شدید مواجه شد. در نتیجه، ظرفی که گلوله‌های پلی پروپیلن را حمل می‌کرد، آسیب دید. تقریباً ۱۳٫۲ تن از ۲۶ تنی که در ابتدا در کشتی Trans Carrier در زمان وقوع حادثه وجود داشت، به درون دریای شمال رها شد. این نشت منجر به آلودگی آبگیر اسلو در امتداد سواحل غربی سوئد شد و حدود ۷۰۰ محل ساحلی را تحت تأثیر و مورد آلودگی قرار داد.
در طول طوفان و رعد و برق‌های مکرر در ۲۰ اوت، ۴۰-فوت (۱۲-متر) کانتینر حمل و نقل با ۲۵ تن نوردل که از آسیا می‌رسید از کشتی CMA CGM Bianca به رودخانه می‌سی‌سی‌پی در نیواورلئان ریخت. هیچ پاکسازی رسمی توسط دولت‌ها صورت نگرفت. بررسی و جلوگیری نشت مواد خطرناک در دستور کار گارد ساحلی است، اما نوردل‌ها به عنوان مواد خطرناک طبقه‌بندی نمی‌شوند. وزارت کیفیت محیط زیست مشخص نمی‌کند که چه کسی مسئول پاکسازی این نشت است و به همین دلیل این مواد پاکسازی نشده است.

### ۲۰۲۱
در ۲ ژوئن ۲۰۲۱، کشتی باری X-Press Pearl در سواحل سریلانکا غرق شد و مواد شیمیایی و نوردل‌های میکروپلاستیک زیادی را در دریا ریخت و باعث بدترین فاجعه زیست‌محیطی در تاریخ این کشور شد و آلودگی شدیدی ایجاد نمود.

### ۲۰۲۳
در ژانویه ۲۰۲۳، دولت فرانسه اعلام کرد که در واکنش به آلودگی گسترده گلوله‌های پلاستیکی و مواد اولیه پلاستیک‌ها در امتداد سواحل بریتانی علیه «افراد ناشناس» اقدام قانونی خواهد کرد. گمان می‌رود در این محل کانتینرهای حمل و نقل گم شده در اقیانوس اطلس جابه‌جا می‌شوند.
از دسامبر ۲۰۲۳، سواحل گالیسیا با یک بحران زیست‌محیطی مواجه است. این بحران به دلیل نشت میلیون‌ها توپ پلاستیکی کوچک سفید از کشتی توکونائو با پرچم لیبریا است که شش کانتینر از این مواد را را در نزدیکی ویانا دو کاستلو در کشور پرتغال از دست داد.

## پیشرفت و راه حل‌های فعلی
از ۳۰۰ میلیون تن مواد پلاستیکی تولید شده در هر سال، بیش از ۱۴ میلیون تن به اقیانوس‌ها ختم می‌شود و تولید پلاستیک همچنان در حال افزایش است. زباله‌های دریایی به‌طور کلی تهدیدهای زیست‌محیطی را به اکوسیستم‌های دریایی تحمیل می‌کنند و راه حل‌های سیاسی و صحیح از طرف دولت‌ها برای بهتر شدن بستر زیستی و اکوسیستم اقیانوس بسیار مهم است.
- صنعت پلاستیک به افزایش علاقه و نگرانی در مورد از دست دادن گلوله‌های پلاستیکی و منابع آلودگی پاسخ داده است. عملیات پاکسازی توسط SPI: انجمن تجارت صنعت پلاستیک در سال ۲۰۰۱ ایجاد شد و توسط شورای شیمی آمریکا با هدف صفر کردن نشت و ریزش گلوله برای تولیدکنندگان پلاستیک به آن ملحق شد.[۳۱] این برنامه مباشرت داوطلبانه کتابچه راهنمای کاربر را در اختیار اعضای خود قرار می‌دهد که آنها را از طریق راه‌هایی راهنمایی می‌کند که از طریق آنها می‌توانند اتلاف نوردل را در امکانات خود کاهش دهند و آموزش‌های لازم را ارائه می‌دهد.[۳۲][۳۳] با این حال، این برنامه شرکت‌ها را ملزم نمی‌کند که اطلاعاتی در مورد نشت گلوله نگه دارند یا گزارش دهند.[۳۴]
- در سال ۲۰۰۷ کالیفرنیا AB 258 را تصویب کرد که اقداماتی را ایجاد کرد که تولیدکنندگان پلاستیک پیش از تولید باید در طول تولید و حمل و نقل گلوله‌های پلاستیکی رعایت کنند.[۳۵] این اقدام پیشگیرانه شامل بازرسی توسط کارکنان هیئت آب منطقه ای و ایالتی و اجرای منظم تولید و حمل و نقل پلاستیک پیش تولید برای به حداقل رساندن میزان نشت گلوله‌های رزین پلاستیکی است.[۳۶]
- در سال ۲۰۰۸، کالیفرنیا یک "قانون nurdle" را تصویب کرد که "به طور خاص گلوله‌های پلاستیکی قبل از تولید (مثل نوردل) را به عنوان آلاینده نام می‌برد".[۳۷]
- در سال ۲۰۱۵، قانون آبهای بدون میکروبید تصویب شد که تولید و توزیع ریزدانه‌های پلاستیکی اولیه برای محصولات آرایشی و بهداشتی را ممنوع می‌کند.[۳۸] این ممنوعیت با جلوگیری از استفاده از ذرات میکروبید در محصولات آرایشی و بهداشتی، میزان گلوله‌های پلاستیکی را که به اقیانوس‌ها ختم می‌شوند، کاهش می‌دهد.[۳۸]

## اقداماتی برای ایجاد آگاهی
در ۱۱ آوریل ۲۰۱۳، به منظور ایجاد آگاهی، یک هنرمند به نام ماریا کریستینا فینوچی، وضعیت لکه زباله را در سازمان یونسکو در پاریس در مقابل مدیر کل ایرینا بوکووا تأسیس کرد. این اولین رویداد از مجموعه رویدادهای تحت حمایت یونسکو و وزارت محیط زیست ایتالیا است.
"The Great Nurdle Hunt" یک پروژه علمی شهروندی است که آلودگی گلوله‌های پلاستیکی را در سطح جهان ترسیم می‌کند. اطلاعات جمع‌آوری شده برای تعامل فعال با صنعت و سیاست گذاران برای توسعه راه حل‌هایی برای جلوگیری از آلودگی بیشتر گلوله‌ها استفاده می‌شود.
جودیت سلبی لانگ و ریچارد لانگ در نقش One Beach Plastic در طیف گسترده‌ای از اختلالات هنری با هدف آگاهی بخشیدن به اثرات آلودگی پلاستیکی در سواحل جهان شرکت می‌کنند، بسیاری از آثار آنها به‌طور خاص به آلودگی نوردل می‌پردازند.

## برای مطالعهٔ بیشتر
- Moore, C; S Moore; M Leecaster; S Weisberg (2001). "A Comparison of Plastic and Plankton in the North Pacific Central Gyre" (PDF). Marine Pollution Bulletin. 42 (12): 1297–1300. Bibcode:2001MarPB..42.1297M. doi:10.1016/S0025-326X(01)00114-X. ISSN 0025-326X. PMID 11827116.
- Michelle Allsopp; Adam Walters; David Santillo; Paul Johnston (2006). "Plastic Debris in the World's Oceans" (PDF). Netherlands: Greenpeace. Archived from the original (PDF) on 2017-01-29. Retrieved 2011-10-02.